# Amaryllis belladonna
Amaryllis belladone
Espèce
L'Amaryllis belladonne (Amaryllis belladonna) est une espèce de plantes à fleurs de la famille des Amaryllidaceae. C'est une plante bulbeuse originaire des plaines sud-africaines et appréciée comme plante ornementale de jardin. Il s’agit pour les botanistes de la véritable Amaryllis, à différencier de la plante d'intérieur cultivée en pot communément nommée amaryllis par les fleuristes.

## Description
La plante possède un gros bulbe brun qui produit de longues feuilles rubanées, d’un vert vif, distiques. Ses fleurs sont en forme de trompette et de couleur rose. Elles sont très souvent comparées à la fleur de lys. Le feuillage n'apparait qu'après la floraison.
Elle résiste au froid, jusqu’à −15 °C.
Toute la plante est toxique, surtout pour les chats.
On a souvent tendance à confondre cette plante de jardin avec l'amaryllis des fleuristes qui appartient au genre Hippeastrum, une plante qui craint le gel et se cultive en intérieur hors des climats tropicaux. On la différencie principalement par les feuilles qui poussent en même temps que les fleurs.

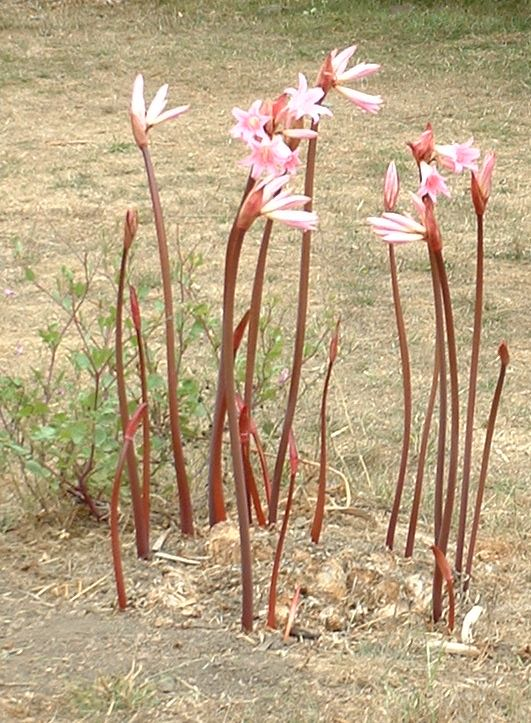
Début de la floraison
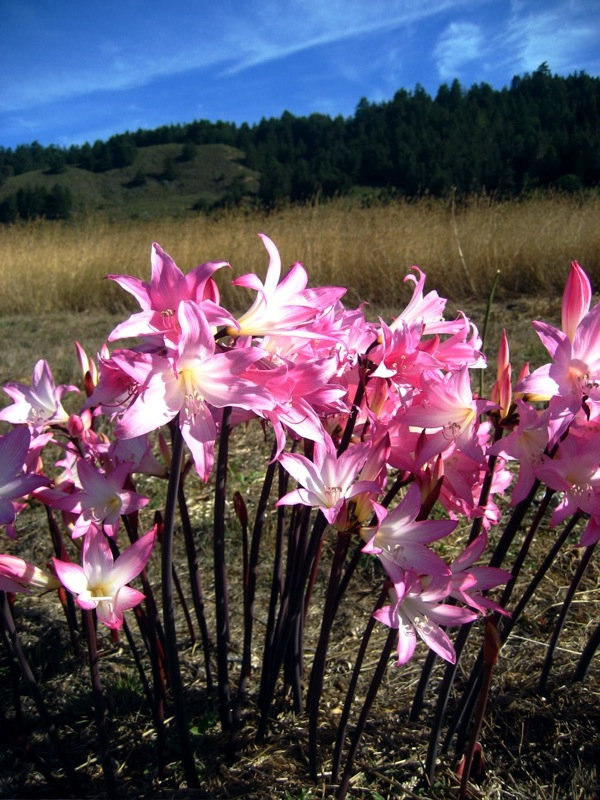
Pleine floraison
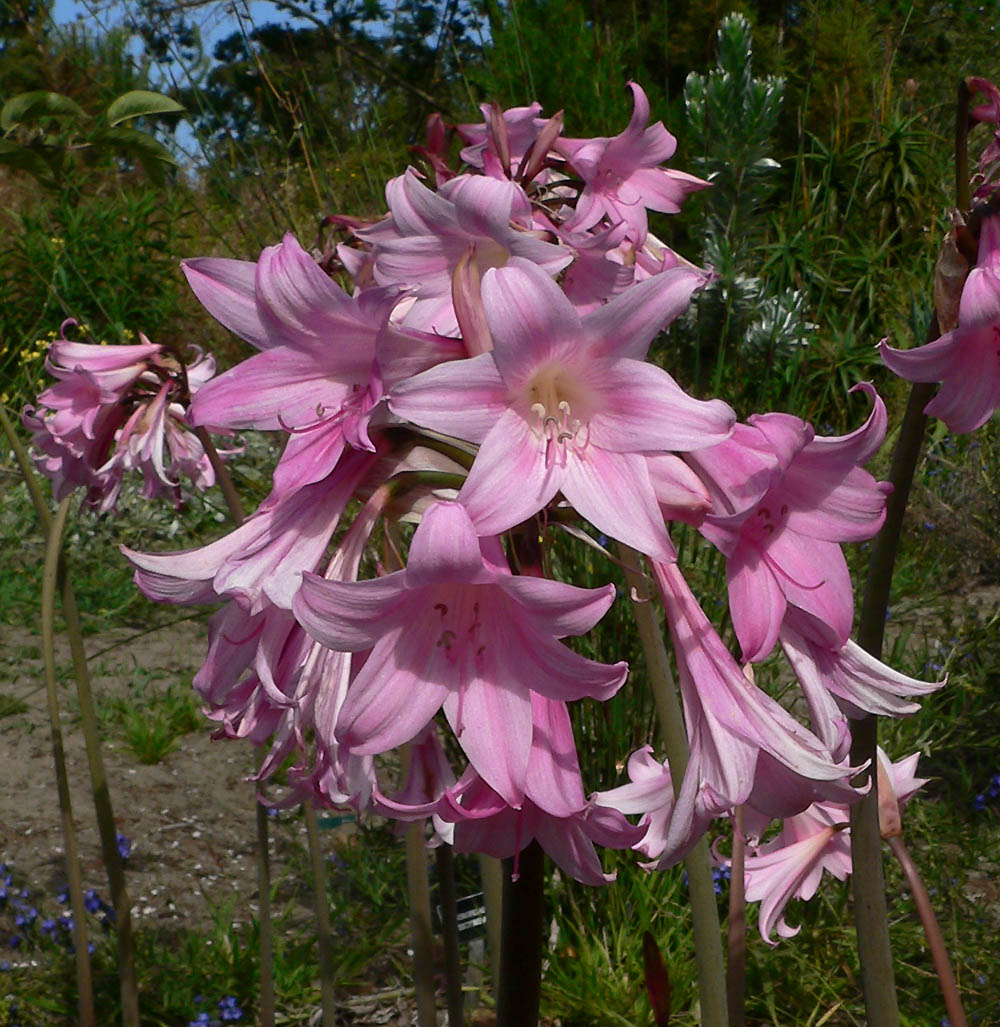
Hampe florale
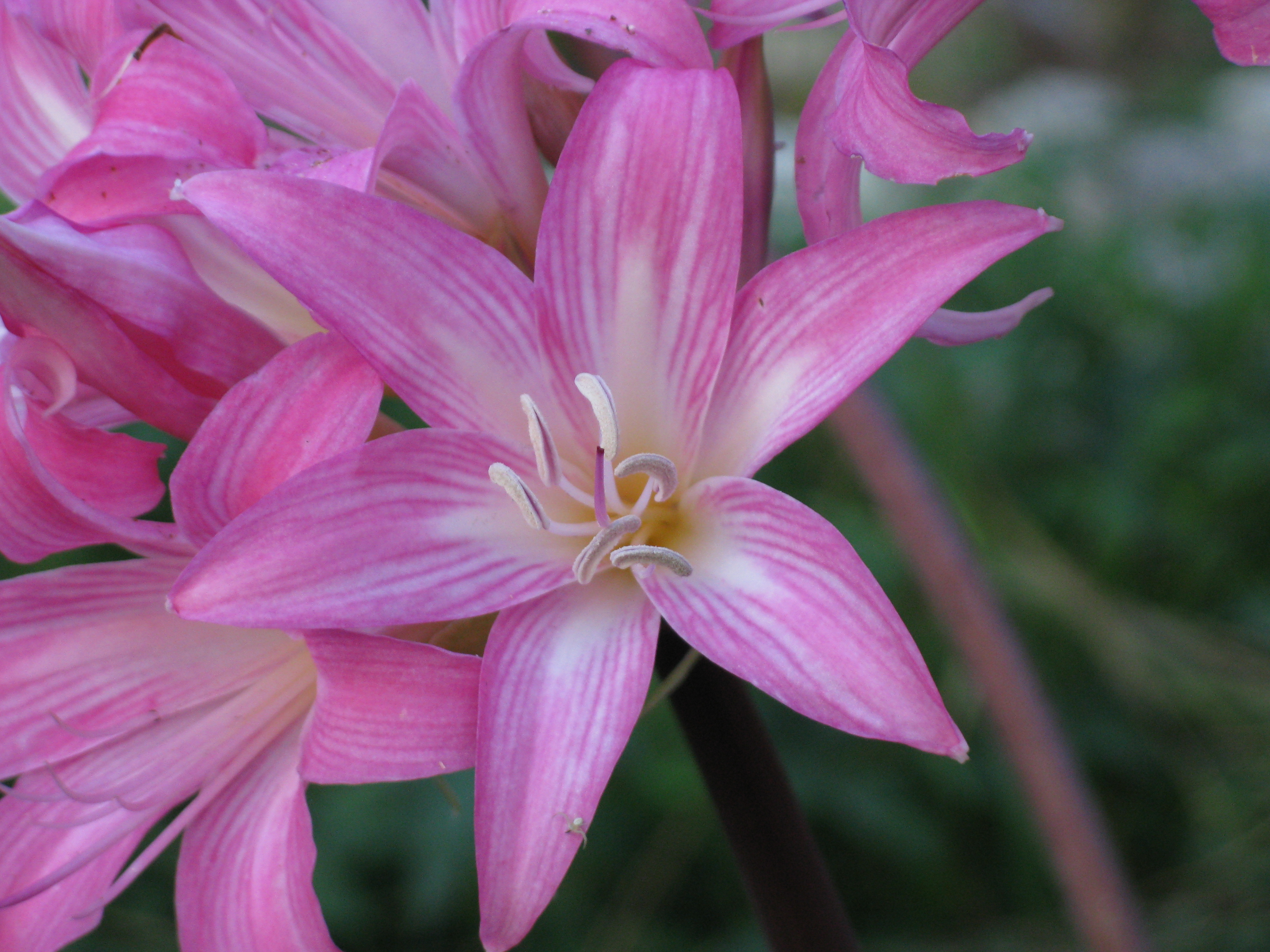
Détail d'une fleur

## Confusions fréquentes
Amaryllis belladonna, qui produit une floraison rose à l'automne, peut être facilement confondue avec Lycoris squamigera dans leurs aires de répartition commune. Elle se distingue principalement par la disposition très régulièrement espacée des pétales formant le calice de sa fleur, tandis que ceux de Lycoris squamigera sont plus espacés et irrégulièrement disposés.
Comme les Lycoris, les amaryllis vraies fleurissent sur une haute tige nue, ce qui les distingue aisément des Hippeastrum dont le feuillage pousse en même temps que la hampe florale.

Clés d'identification
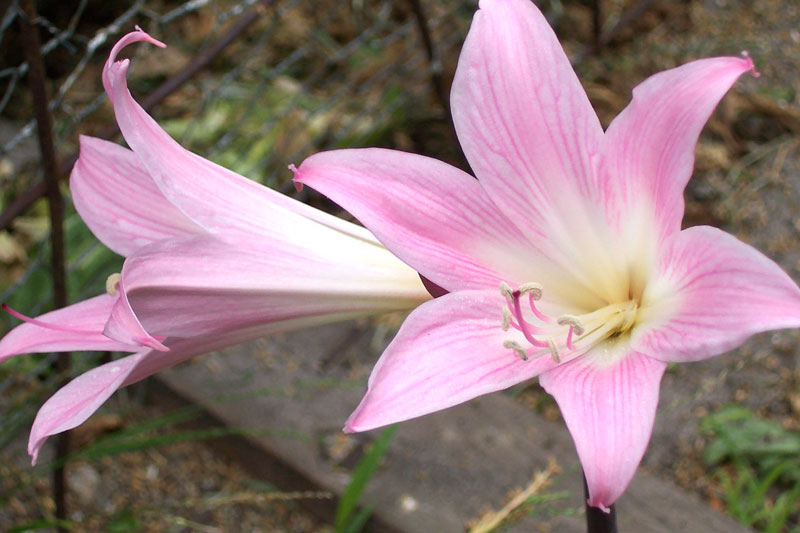
Fleurs d'Amaryllis belladonna
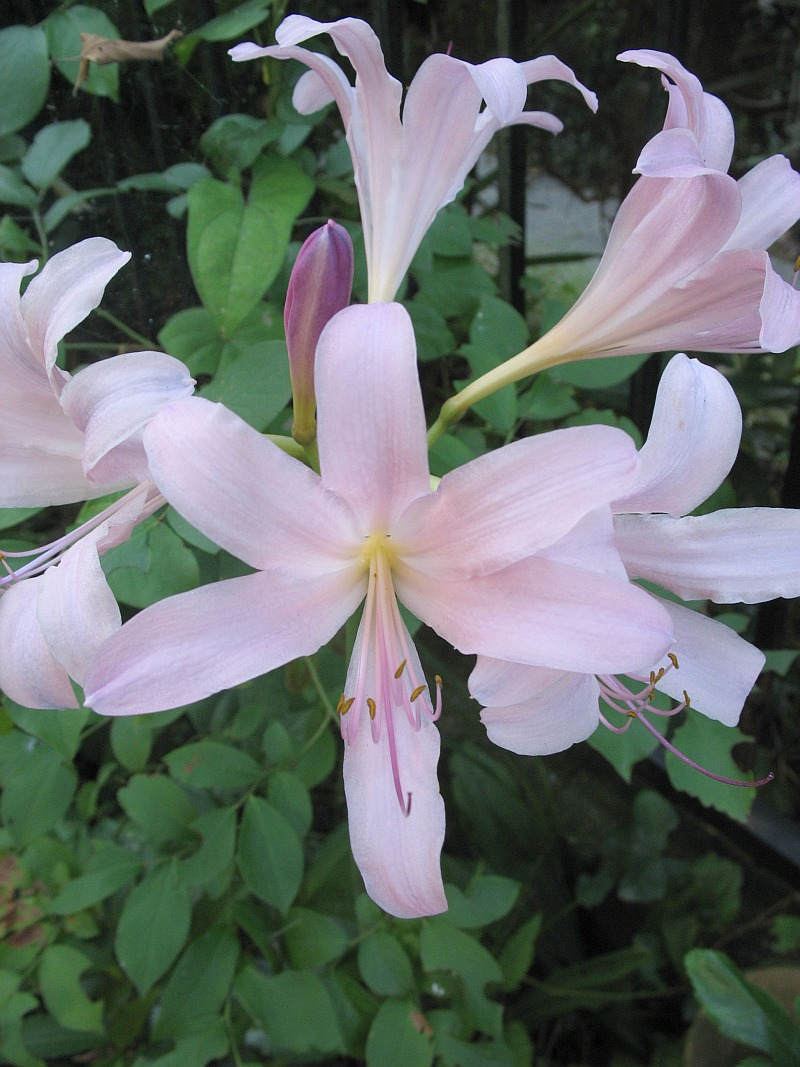
Fleurs irrégulières de Lycoris squamigera
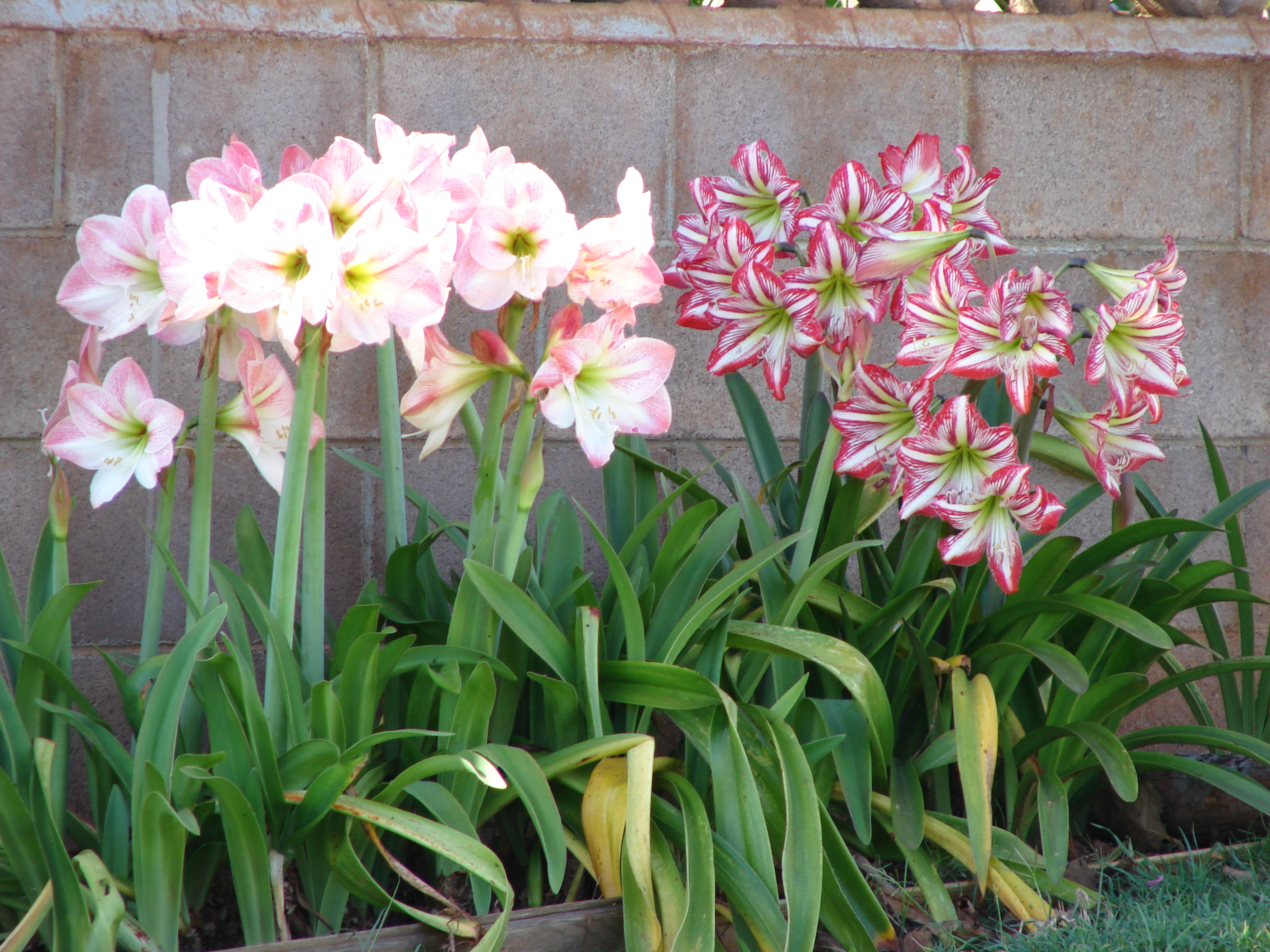
La floraison et le feuillage d'Hippeastrum sont simultanés

## Classification
Cette espèce a été décrite en 1753 par le naturaliste suédois Carl von Linné.
L’Amaryllis belladonna était classée traditionnellement dans la famille des Liliaceae, mais dans la dernière classification phylogénétique des angiospermes, la classification APG III 2009, elle appartient à la famille des Amaryllidaceae.

### Liste de sous-espèces et variétés
Selon Tropicos (10 mai 2015) (Attention liste brute contenant possiblement des synonymes) :
- sous-espèce Amaryllis belladonna subsp. barbata (Herb.) Ravenna
- sous-espèce Amaryllis belladonna subsp. haywardii (Traub & Uphof) Ravenna
- sous-espèce Amaryllis belladonna subsp. major (Ker Gawl.) Ravenna
- sous-espèce Amaryllis belladonna subsp. monantha (Ravenna) Ravenna
- sous-espèce Amaryllis belladonna subsp. quentiniana Traub & Whitaker
- variété Amaryllis belladonna var. barbata (Herb.) Traub & Moldenke
- variété Amaryllis belladonna var. belladonna
- variété Amaryllis belladonna var. haywardii (Traub & Uphof) Traub & Moldenke
- variété Amaryllis belladonna var. major (Ker Gawl.) Traub & Moldenke
- variété Amaryllis belladonna var. semiplena (Herb.) Traub & Moldenke

## Culture
On plante son bulbe à la fin de l'été, en septembre, dans un sol moyen, assez bien drainé, mais surtout exposé au soleil. On peut noter que le bulbe fleurit davantage s'il est chauffé par le soleil lorsqu'il est sans feuille, en dormance. C’est pourquoi il est planté peu profond. D'ailleurs dans son pays d’origine, les floraisons sont particulièrement abondantes à la suite d'incendies.